# Johann Dzierzon
Johann Dzierzon, född 16 januari 1811 i Lowkowitz, Övre Schlesien, Preussen, död där 26 oktober 1906, var en tysk-polsk präst och biodlare. Han var verksam som kyrkoherde i den katolska församlingen i Karlsmarkt utanför Oppeln 1837-1869.
För eftervärlden är han känd som den första moderna biodlaren. En av Dzierzons viktigaste insatser som biodlare var uppfinningen av en praktiskt användbar kupa med flyttbara ramar, vilket gav möjlighet att reglera binas verksamhet utan att skada dem eller deras verksamhet. Dzierzon publicerade en mängd uppsatser, tryckta i lokala bitidskrifter, samt publikationerna Theorie und Praxides neuen Bienenfreundes 1848 (svensk översättning 1856) samt Rationelle Bienenzucht 1861.
Staden Dzierżoniów i Nedre Schlesien, tidigare kallad Reichenbach im Eulengebirge, fick sitt nya namn till minne av Dzierzon 1946 efter att staden tillfallit Polen vid andra världskrigets slut.